# Hansa Mehta
Hansa Jivraj Mehta (Surat, 3 de julio de 1897 - Bombay, 4 de abril de 1995) fue una política y activista feminista de la India. Fue trabajadora social, educadora, escritora y reformadora. Luchó por la independencia de su país lograda en 1947 y formó parte de la Asamblea Constituyente donde abogó por la igualdad y la justicia para las mujeres, colaborando en la redacción de la Constitución de India aprobada en 1949. Es considerada la impulsora junto a Eleanor Roosevelt de iniciativa para incorporar el lenguaje inclusivo en Declaración Universal de los Derechos Humanos logrando que se reemplazara en el Artículo 1 la frase “Todos los hombres nacen libres e iguales” por “Todos los seres humanos nacen libres e iguales”.

## Biografía
Nació en el seno de una familia Nagar Brahmin. Su padre fue Manubhai Mehta el Dewan de Baroda. Se graduó en filosofía en la Universidad de Baroda y posteriormente estudió periodismo y sociología en Londres. Fue allí donde en 1918 conoció a Rajkumari Amrit Kaur y a Sarojini Naidu y, por lo tanto, a Mahatma Gandhi. “Cuando Gandhiji fue arrestado en 1922, Sarojini Devi fue a Ahmedabad con un grupo de mujeres de Bombay. Fuimos a la cárcel de Sabarmati para ver a Gandhiji y Sarojini me lo presentó. Fue la primera vez que lo vi de cerca y sin razón alguna, me conmovió visiblemente", escribe Mehta en su libro Indian Woman. Años después se casó con Jivraj Narayan Mehta, médico personal de Gandhi y primer ministro de Gujarat.  En 1926 Hansa fue elegida por el Comité de Escuelas Bombay.
A su regreso de Inglaterra, asumió la presidencia del "Bhagini Samaj", y desempeñó un papel crucial durante la campaña contra la Comisión Simon siendo encarcelada dos veces, en 1930 y 1932.
Unida al movimiento nacionalista participó con otras mujeres en acciones cada vez más incómodas para los británicos. Visalakshi Menon en su libro “Indian Women and Nationalism, the U.P. story”  explica como en 1930 Kamla Nehru y Hansa Mehta llegaron a la estación de tren de Delhi gritando eslóganes como Inquilaab Zindabaad. Para ocultar los gritos los británicos hicieron que las máquinas de los trenes no se detuvieran. En 1932 Mehta y su marido fueron detenidos a causa, según los medios de comunicación, de su activismo.
Después de su liberación, Mehta representó al Consejo Legislativo de Bombay y ganó las elecciones provinciales. El 19 de diciembre de 1946, mientras discutía el tema del electorado en la Asamblea Constituyente, Mehta dijo: “La organización de mujeres a la que tengo el honor de pertenecer nunca ha pedido asientos reservados, cuotas o electorados separados. Lo que hemos pedido es justicia social, justicia económica y justicia política ".

### Participación en la Asamblea Constituyente
Fue elegida para ocupar un escaño en el Consejo Legislativo de Bombay en 1931 convirtiéndose en la primera mujer miembro del consejo y se desempeñó como Secretaria Principal. Estuvo en el consejo de 1937-1939 y 1940-1949, representando a Bombay en la Asamblea Constituyente (1946-1949). Fue una de las 15 mujeres miembros de la asamblea y participó en la redacción de la Constitución de la India.
Como miembro del Comité Asesor, del Subcomité de Derechos Fundamentales, y del Comité de Constitución Provincial, abogó por la igualdad y la justicia para las mujeres en la India. Se le atribuye la aprobación de la Ley de Sarda (también conocida como Ley de restricción del matrimonio infantil, 1929), que abolió el matrimonio infantil.
Formó también parte del Comité de Redacción del Proyecto de Ley del Código Hindú.

### Activista por los derechos de las mujeres
De 1946 a 1947 presidió la All India Women's Conference (AIWC), una organización que trabaja en defensa de los derechos de las mujeres y su empoderamiento. En esta etapa se celebró la convención en Hyderabad en la que propuso la elaboración de una Carta de los Derechos de las Mujeres. 
Ocupó diferentes cargos en la India desde 1945 hasta 1960. Fue vicerrectora de la SNDT Women's University, miembro de la Junta de Educación Secundaria de toda la India, presidenta de la Junta Interuniversitaria de la India y vicecancillera de la Universidad Maharaja Sayajirao de Baroda, entre otros. Durante este período, también fundó el Lady Irwin College en Nueva Delhi, un colegio de mujeres para ciencias del hogar, investigación educativa y capacitación docente.

### En la Comisión de Derechos Humanos de Naciones Unidas
En 1946 representó a la India en el subcomité sobre el estado de las mujeres y formó parte en calidad de delegada de la Comisión de Derechos Humanos de las Naciones Unidas (de 1947 a 1948). Comprometida por los derechos de la mujer se le reconoce por ser una las tres mujeres no occidentales que trabajaron junto a la presidenta de la Comisión, Eleanor Roosevelt - las otras dos fueron Minerva Bernardino, de la República Dominicana y la begún Shaista Ikramullah, de Pakistán - que marcaron su impronta en la Declaración Universal de los Derechos Humanos. 
A Mehta se atribuye un papel importante en el cambio en el lenguaje del Artículo 1 de la Declaración Universal de los Derechos Humanos cuando se reemplazó la frase “Todos los hombres nacen libres e iguales” por “Todos los seres humanos nacen libres e iguales”.
“El mundo puede agradecer a una hija de la India, la Dra. Hansa Mehta, por reemplazar la frase en la Declaración Universal de los Derechos Humanos (DUDH). Decía: "Todos los hombres nacen libres e iguales". Ahora se cambia, "Todos los seres humanos nacen libres e iguales". Qué apropiado, cuán apropiado es ", remarcó Ban Ki-moon, el exsecretario General de las Naciones Unidas en 2015.
Hansa Mehta y Eleanor Roosevelt aseguraron la igualdad de matrimonio entre hombres y mujeres a través del artículo 16 de la Declaración.
“Diría que su legado permanente fue su dedicación a la idea de que la igualdad de los sexos no era un asunto negociable”, explicó Priya Ravichandran, analista de políticas de Bangalore, cuyo proyecto “15 para la República” investiga y recopila la vida y el trabajo de las mujeres que fueron fundamentales en la creación del Estado de la India. “Cada uno de sus actos procedía de esa convicción. Su trabajo en las Naciones Unidas, dentro de la India en el sector de la educación, como miembro del consejo legislativo, en la Asamblea Constituyente o como primera dama de Gujarat, se originaron todos en la misma inquietud”.
Hansa asumió en 1949 a 1958 la vicepresidenta de la Comisión de Derechos Humanos de Naciones Unidas y en 1958 fue miembro del Comité ejecutivo de la UNESCO.
Investigó y escribió varios libros sobre los problemas de las mujeres y la infancia. También hizo la traducción de algunas de las obras de Shakespeare y partes del Ramayana de Valmiki al Guyaratí. También amaba la literatura y escribió 20 libros. 
Murió a los 98 años, Hansa Mehta falleció en Bombay el 4 de abril de 1995.

## Vida personal
Era hija  de Manubhai Mehta y nieta de Nandshankar Mehta, el autor de la primera novela en guyaratí Karan Ghelo. En 1924 se casó con Jivraj Narayan Mehta, que fue el médico personal de Mahatma Gandhi, alguien que no pertenecía a su misma casta, lo que generó un importante revuelo.

## Premios
Fue galardonada con el premio Padma Bhushan en 1959.